# Frank Hoste

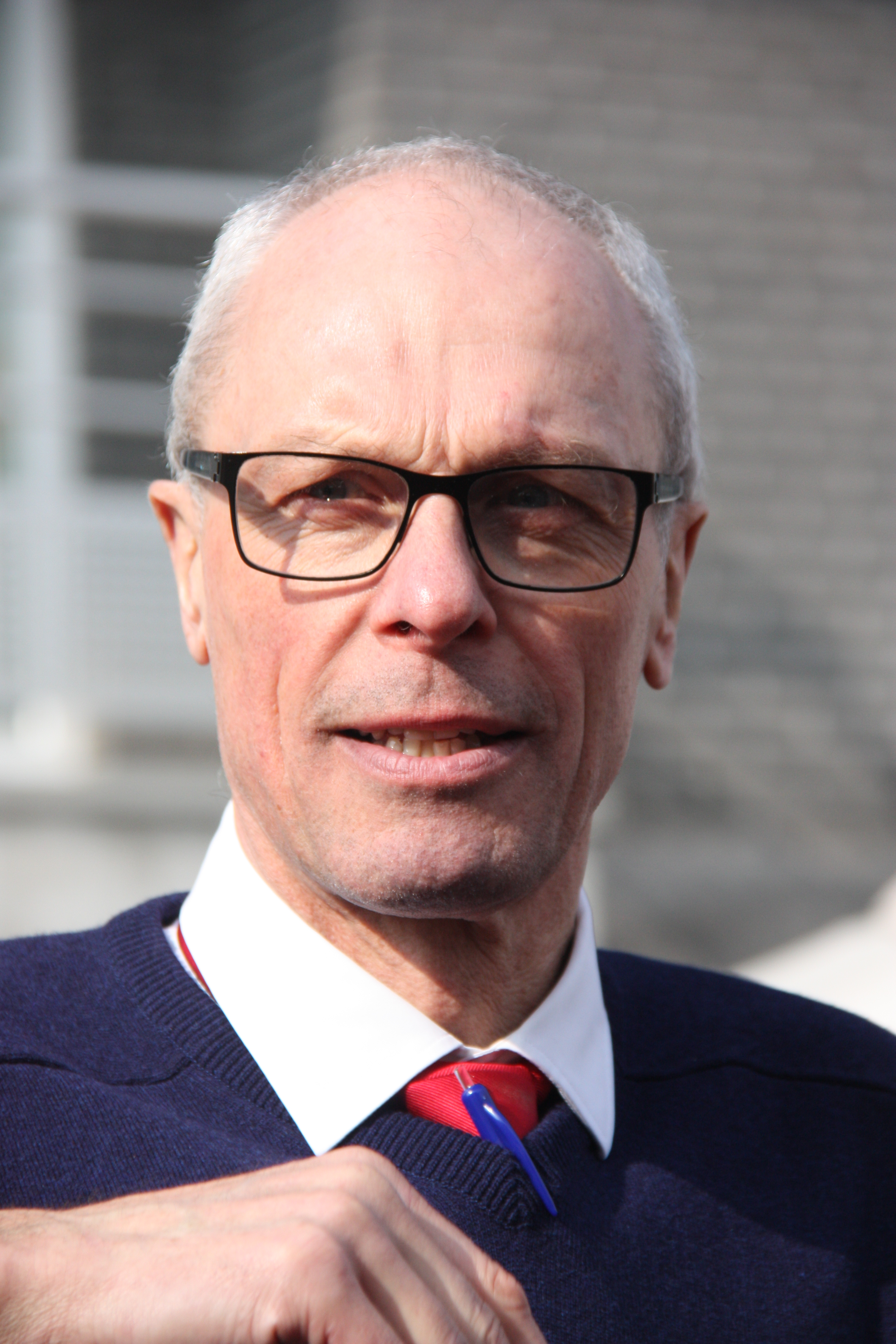
Frank Hoste (2018)

Frank Hoste (* 29. August 1955 in Gent) ist ein ehemaliger belgischer Radrennfahrer.
Frank Hoste war von 1977 bis 1991 Profi. Einer seiner größten Erfolge in diesen Jahren war der Gewinn von drei Etappen und des Grünen Trikots der Tour de France 1984. Insgesamt startete er achtmal bei der Tour de France und gewann fünf Etappen.
1982 wurde Hoste Belgischer Straßenmeister. Er errang zahlreiche Siege, darunter 1982 bei dem KlassikerGent–Wevelgem und den Vier Tagen von Dünkirchen, 1984 den Grand Prix de Wallonie und 1986 den Grossen Preis des Kantons Aargau. Zudem gewann er Etappen beim Giro d’Italia und der Tour de Suisse.
Nach dem Ende seiner Radsport-Karriere eröffnete Hoste ein Fahrradgeschäft. Heute arbeitet er als Vertreter für ausländische Fahrrad-Firmen und ist als Radio-Kommentator tätig.